# Eunidia fasciata
Eunidia fasciata är en skalbaggsart som beskrevs av Charles Joseph Gahan 1904. Eunidia fasciata ingår i släktet Eunidia och familjen långhorningar.
Artens utbredningsområde är Moçambique. Inga underarter finns listade i Catalogue of Life.